# Marie-Laure Dagoit
Marie-Laure Dagoit, née le 8 novembre 1969 à Rouen, est une écrivaine, artiste et éditrice française. Elle est depuis 1995 à la tête des éditions Derrière la salle de bains. Depuis 2016, elle dirige les éditions Littérature mineure.

## Œuvres
- De toute façon je n’ai rien à me mettre, Al Dante, 2000  (ISBN 2-911073-71-1) (BNF 37638548)[1]
- La Machine à écrire n’obéit plus, Al Dante, 2000  (ISBN 978-2911073786)
- On me baise longtemps. Al Dante, 2000 ; réédition Cercle Poche, 2004  (ISBN 2-913563-57-0) (BNF 38913795)[1]
- La Rose aux joues, Le Cercle, 2001  (ISBN 2-913563-30-9) (BNF 37693119)
- Cahiers de devoir de vacances, Ed. Tom de Pekin, 2001
- Choisis-moi, Librairie Culture (Saint Valentin, 2001)
- Et les lèvres et la bouche, Agnès Pareyre, 2002  (ISBN 2-914732-00-7) (BNF 38817116)
- Rendez-Vous sur ma langue, Al Dante, 2004  (ISBN 978-2847610680)
- La Fille derrière la salle de bains  (préf. Philippe Di Folco), Cercle Poche, 2004 (ISBN 2-84714-000-X, BNF 39172054).

- Je m'appelle Sexie, Derrière la salle de bains, 2001
- Je n'ai aimé que toi, Derrière la salle de bains, 2005
- Consolation, Derrière la salle de bains, 2005

- Tendre A., Derrière la salle de bains, 2011
- Charles ardent, Derrière la salle de bains, 2013
- Porno-graphique, Derrière la salle de bains, 2013[2]
- Cheffe de Bataille, Derrière la salle de bains, 2021
- Dans la nuit il n'y a que la nuit, Derrière la salle de bains, 2022
- Solaire, Derrière la salle de bains, 2023
- Maison Joujou, Derrière la salle de bains, 2024
- Dans le silence rose de la chambre 6, 2024

## Expositions
- Paris : Ultranoir, les aveux d'une couleur, exposition collective, Printemps de la mode, 2001
- Paris : Ingrid Luche, Gilles Berquet, Mïrka Lugosi, Marie-Laure Dagoit, Galerie Air de Paris, exposition collective, 2004
- Rouen : Les dix ans de Derrière la salle de bains[3] avec Daniel Darc et Christophe Fiat, Galerie Yaralt, 2005
- Marseille : La Clé des éditions est une baignoire[4], CiPM, 2007
- Lille : Exposition Marie Laure Dagoit - Tom De Pekin, Galerie Une poussière dans l'œil, 2010
- Paris : An ordinary class, exposition à la librairie Mona Lisait rue du faubourg saint-Antoine, 2010

## Chansons
- Noir Violette, Phantom feat Lio, 2009
- Tu t'appelles Sexie, Nicolas Comment, 2015
- Le Dédain, Rodolphe Burger, Sofiane Saidi, Mehdi Haddab, 2023